# 2-pipecolina
La 2-pipecolina o 2-metilpiperidina es un compuesto orgánico de fórmula molecular C6H13N. Su estructura química es igual a la de la piperidina pero con un grupo metilo unido a uno de los carbonos más próximos al nitrógeno.

## Características físicas y químicas
A temperatura ambiente, la 2-pipecolina es un líquido incoloro o de color amarillo que desprende un olor a pimienta.
Tiene su punto de ebullición a 118 °C y su punto de fusión a -4 °C. Menos denso que el agua (ρ = 0,842 g/cm³), es soluble en ésta, en proporción aproximada de 160 g/L. El valor del logaritmo de su coeficiente de reparto, logP = 1,42, indica una solubilidad mayor en disolventes apolares que en disolventes polares.
Es un compuesto básico; disoluciones con una concentración de 111 g/L tienen un pH entre 12 y 13. Es incompatible con ácidos fuertes, oxidantes fuertes y dióxido de carbono.

## Síntesis y usos
La 2-pipecolina se puede sintetizar por desoxigenación de 6-metil-1-óxido-2,3,4,5-tetrahidropiridin-1-io con una mezcla de polvo de litio y una cantidad catalítica de 4,4′-di-tert-butilbifenil (Li/DTBB) combinada con cloruro de níquel(II) dihidrato.
Otra vía de síntesis consiste en la reducción de picolinamida con un sistema ácido que comprende cloruro de hidrógeno y un metal lantánido como samario o iterbio.
En cuanto a sus usos, la 2-pipecolina se emplea para la arilación C-2 de piperidinas en reacciones catalizadas por metales de transición.
Asimismo, es reactivo en la síntesis de azepan-4-onas en una reacción de anulación en dos pasos catalizada por oro; también en la síntesis de 2-aminobenzoxazoles y ureas substituidas de forma no simétrica, reaccionando en esta último caso con acetoacetanilidas.
Esta amina ha servido para elaborar productos análogos al Gefitinib con capacidad para inhibir el crecimiento de células de cáncer, inducir la apoptosis in vitro e inhibir la formación de tumores en células de cáncer humano; en estos aspectos, los productos así sintetizados han demostrado ser superiores al propio Gefitinib.
Además, la 2-pipecolina se usa para en la oxidación de aminas secundarias a nitronas por medio de agua oxigenada, reacción catalizada por óxido de sodio tungsteno dihidrato.

## Precauciones
La 2-pipecolina es un compuesto combustible cuyo punto de inflamabilidad es 16 °C; al arder, puede desprender gases tóxicos, como óxidos de nitrógeno y cianuros. Además, sus vapores pueden formar mezclas explosivas con el aire.
Es una sustancia tóxica si se ingiere y también puede ocasionar quemaduras en la piel y en los ojos.